# Heilig Kreuz (Gahlenz)

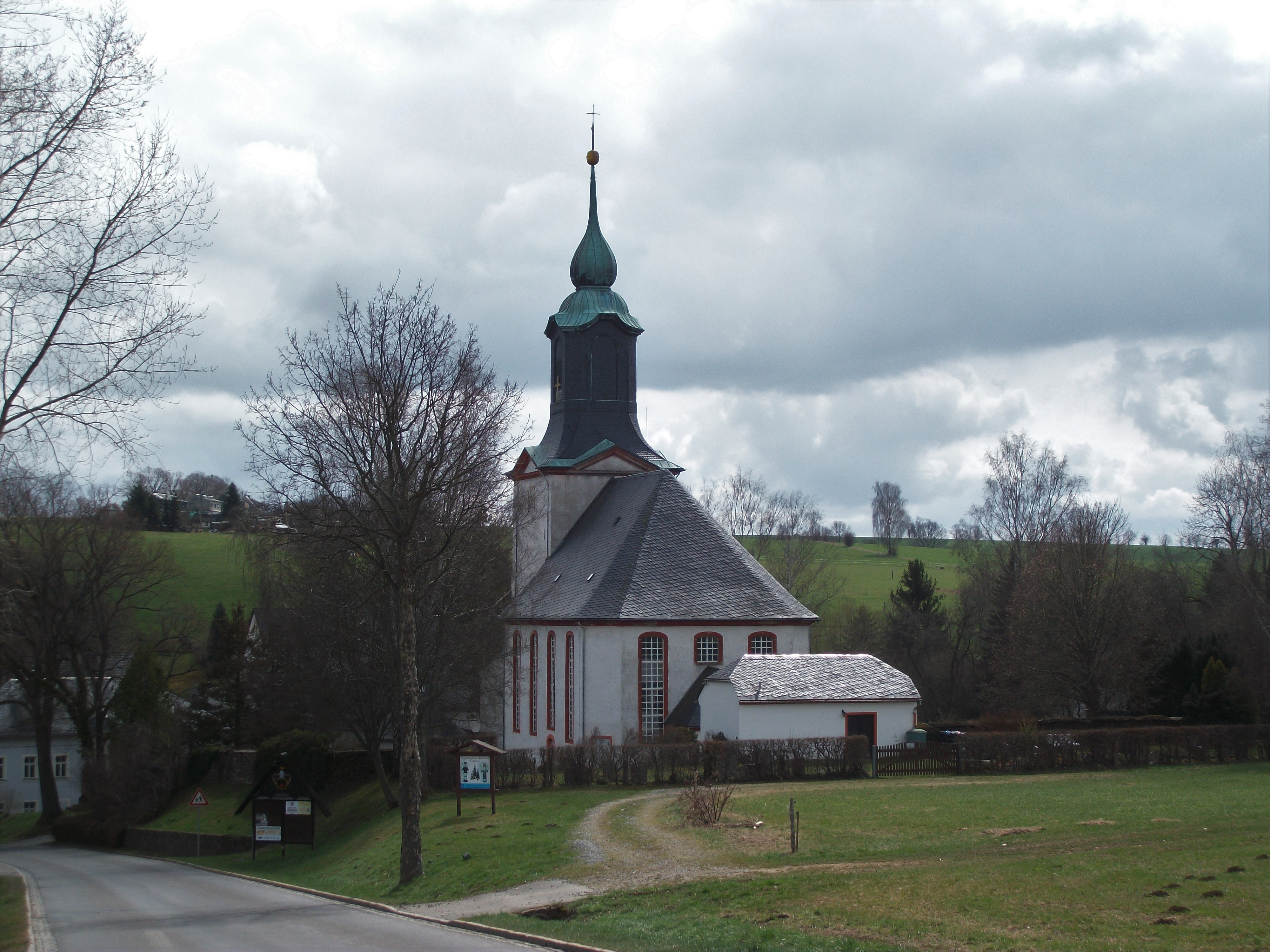
Kirche Zum Heiligen Kreuz in Gahlenz

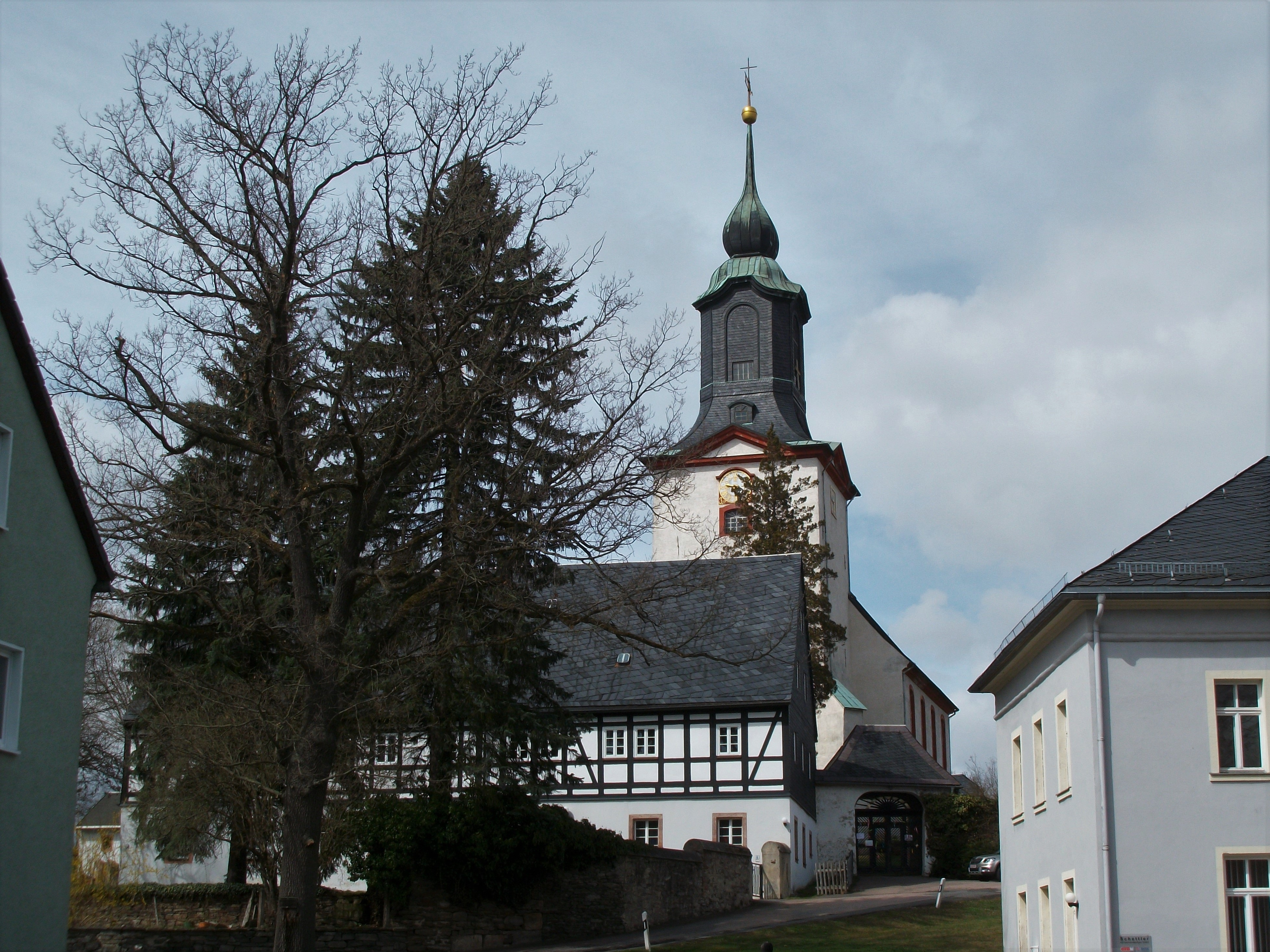
Kirche Zum Heiligen Kreuz mit Pfarrhaus

Die evangelische Dorfkirche Gahlenz (auch: Heilig Kreuz) ist eine spätbarocke Saalkirche im Ortsteil Gahlenz von Oederan im Landkreis Mittelsachsen in Sachsen. Sie gehört zur Vereinigten Kirchengemeinde Eppendorf in der Kirchenregion Erzgebirgsblick im Kirchenbezirk Marienberg der Evangelisch-Lutherischen Landeskirche Sachsens.

## Geschichte und Architektur
Die spätbarocke, auf einer Anhöhe gelegene Saalkirche wurde in den Jahren 1765–1768 durch Johann Christoph Uhlmann und Johann Gottlieb Ohndorff anstelle eines spätmittelalterlichen Vorgängerbauwerks errichtet. Der Turm wurde 1775 hinzugefügt. Restaurierungen wurden in den Jahren 1822 (außen), 1824, 1896 und um 1965 (innen) durchgeführt.
Das Bauwerk ist ein Putzbau mit geradem Schluss, Walmdach und Korbbogenfenstern. Ein schwerer Turm über quadratischem Grundriss schließt sich an der Südseite an, das Glockengeschoss ist oktogonal und wird durch eine geschweifte Haube mit zwiebelförmiger Spitze abgeschlossen.
Das flachgedeckte Innere erscheint durch die an den Ecken abgeschrägte Emporenführung als Zentralraum; die Emporen sind an der West- und Ostseite zweigeschossig, konvex an der Südseite. Zwei verglaste Betstuben sind auf beiden Seiten des Altars angeordnet. Der um zwei Stufen erhöhte Chorraum ist durch eine hölzerne Chorschranke vom Saal abgetrennt.

## Ausstattung
Die Ausstattung stammt aus der Erbauungszeit und ist mit einem zentralen Kanzelaltar entsprechend den Anforderungen an einen protestantischen Kirchenraum gestaltet, mit der Taufe davor sowie die um diese Mitte gruppierte Emporenanlage und das Gestühl. Der stattliche hölzerne Kanzelaltar wird durch korinthische Säulen bestimmt, die das stark auskragende und verkröpfte Gebälk mit Gloriole tragen, seitlich verweisen Vasen mit Ähren und Wein auf das Abendmahl. Die wohlgestaltete Rokokotaufe mit der Jahreszahl 1767 trägt eine hölzerne Kuppa in Kelchform auf einem Fuß aus Sandstein.
Im Vorraum befindet sich ein lebensgroßes, farbig gefasstes hölzernes Kruzifix aus dem Vorgängerbauwerk, das vermutlich an der Wende vom 15. zum 16. Jahrhundert geschaffen wurde.
Die Orgel ist ein Werk von Christian Friedrich Göthel aus dem Jahr 1868/69 mit heute 17 Registern auf zwei Manualen und Pedal, das 1936 durch Alfred Schmeisser umdisponiert wurde. Die Disposition lautet:

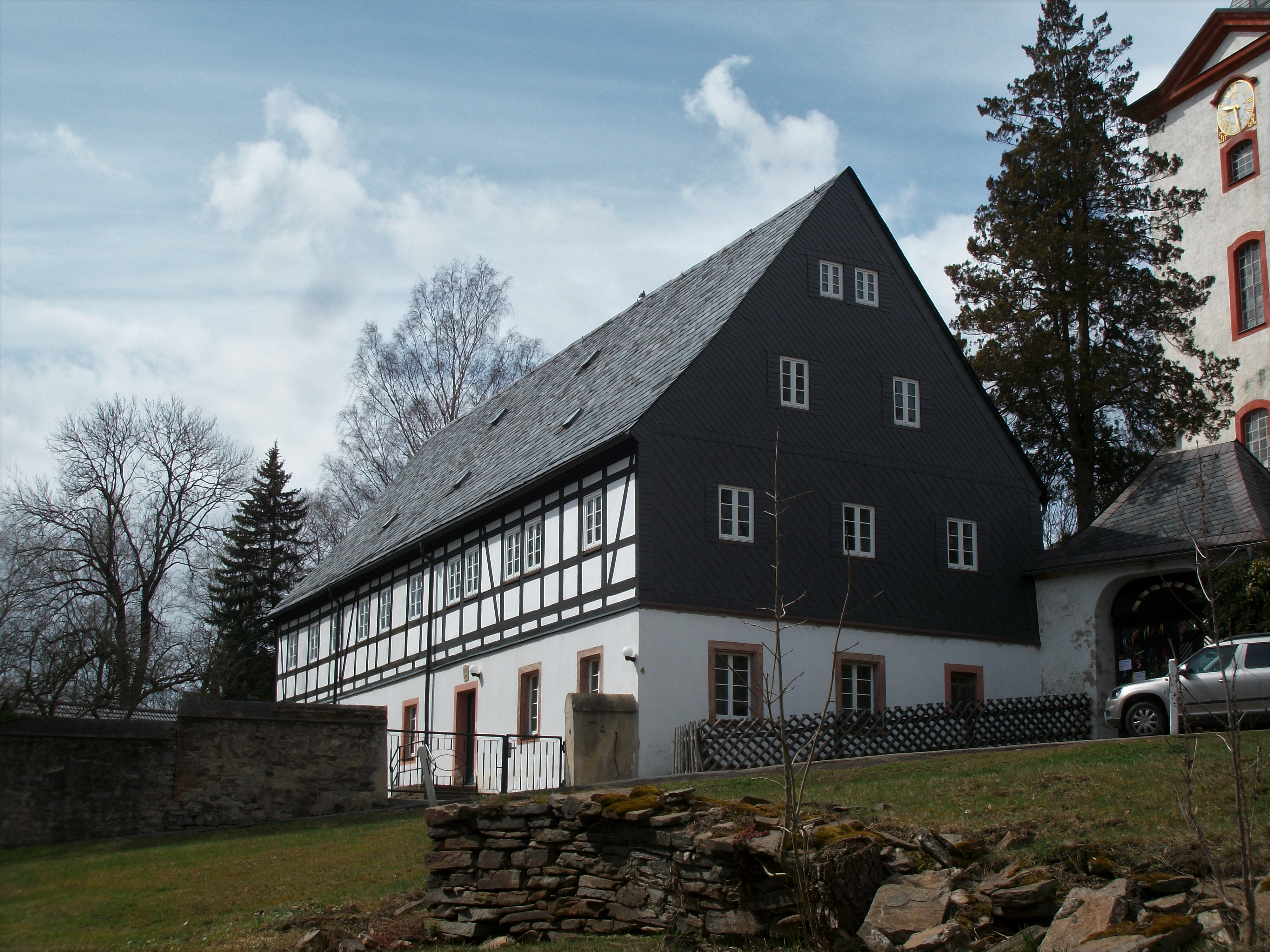
Pfarrhaus

| Hauptwerk C–d3 |    |  |
| Principal      | 8′ |  |
| Viola di Gamba | 8′ |  |
| Rohrflöte      | 8′ |  |
| Octave         | 4′ |  |
| Gemshorn       | 4′ |  |
| Quinte         | 3′ |  |
| Octave         | 2′ |  |
| Mixtur III     |    |  |

| Oberwerk C–d3 |    |      |
| Gedackt       | 8′ |      |
| Flauto dulcis | 8′ |      |
| Violine       | 8′ | 1936 |
| Aeoline       | 8′ |      |
| Principal     | 4′ |      |
| Rohrflöte     | 4′ |      |
| Octave        | 2′ |      |

| Pedal C–c1    |     |  |
| Subbass       | 16′ |  |
| Principalbass | 16′ |  |

Nebenregister
- Manualkoppel
- Pedalkoppel
- Klingel.

## Pfarrhaus
Das Pfarrhaus von 1718 bildet mit der Kirche, dem Torhaus und der klassizistischen Schule von 1847 ein malerisches Ensemble. Das verputzte Bauwerk mit massivem Erd- und Fachwerkobergeschoss ist mit Schiefer gedeckt. Das vermutlich gleichzeitige Torhaus zeigt einen breiten Korbbogen und ein verschiefertes Walmdach.